# Guide alimentaire canadien
Le guide alimentaire canadien est un outil fourni par Santé Canada une des branches du Gouvernement fédéral canadien. Ce document a été créé en 1942 durant la Seconde Guerre mondiale. À sa création, le Guide visait à aider la population canadienne, plus particulièrement les soldats, les travailleurs de l’industrie de la guerre et les mères de famille, à se nourrir au mieux possible en temps de guerre et de carences alimentaire.  
Au fil du temps, la fonction du Guide a changé. Depuis 1961, le Guide se veut un document éducatif et facile de compréhension permettant à l’ensemble de la population canadienne de faire les bons choix pour s’alimenter. À ce jour, c’est le Guide alimentaire canadien qui érige les lignes directrices officielles en ce qui concerne les normes nutritionnelles au Canada. Toutes les institutions relevant du gouvernement tel que les écoles ou les établissements de santé suivent ces règles. Les nutritionnistes et autres professionnels de la santé canadiens ainsi que les responsables des politiques publiques au Canada sont appelés à prendre connaissance du Guide dans le cadre de leurs fonctions.
Avec le temps, les normes alimentaires changent, d’où le fait que le Guide a subi diverses modifications avec le temps. Entre sa création en 1942 et aujourd’hui, il y a eu neuf versions du Guide alimentaire canadien, dont la plus récente est celle de janvier 2019.

## Histoire
Le guide alimentaire canadien existe depuis 1942. Depuis sa création il y a eu neuf versions du Guide Alimentaires canadien. Au fil du temps le nom du Guide et le mandat du Guide ont subi des modifications. 
La version de 1942 s'appelait Règles alimentaires officielles au Canada.
En 1944, le Guide est rebaptisé « Règles alimentaires au Canada » et obtient le mandat d’établir des normes alimentaires optimales pour la santé de la population canadienne.
En 1961, le Guide change à nouveau de nom pour « Guide alimentaire canadien ». C’est avec cette édition de 1961 que le gouvernement fédéral canadien attribue officiellement au Guide alimentaire la mission d’être un document éducatif et accessible à l’ensemble de la population canadienne établissant la meilleure façon de s’alimenter. 
En 1992, il s'appelait Guide alimentaire canadien pour manger sainement et il est renommé en 2007 Bien manger avec le guide alimentaire canadien.  
Le guide alimentaire canadien a été mis à jour et mis à la disposition du public en janvier 2019. Il  recommande aux Canadiens de manger des fruits et des légumes en abondance, des aliments à grains entiers, des aliments protéinés ainsi que de boire de l'eau. D'autres recommandations telles que la prise de conscience des habitudes alimentaires, l'utilisation des étiquettes des aliments ainsi que de prendre le temps de manger en bonne compagnie font aussi partie du guide alimentaire canadien. C'est avec cette version que l'on voit disparaître la notion de portions et de groupes alimentaires, présents dans le guide alimentaire canadien depuis 1961,.
| Date | Nom du Guide                                     | Évolution du mandat (Une case vide signifie que le mandat reste le même que l’édition précédente)                     |
| 1942 | Règles alimentaires officielles au Canada        | Le Guide a pour mandat officiel d’aider la population à faire de bon choix alimentaire en temps de guerre.            |
| 1944 | Règles alimentaires au Canada                    | Le Guide reçoit le mandat d’établir des normes alimentaires optimales pour la santé.                                  |
| 1949 | Règles alimentaires au Canada                    | |
| 1961 | Guide alimentaire canadien                       | Le Guide obtient le mandat de devenir un document d’éducation alimentaire accessible pour l’ensemble de la population |
| 1977 | Guide alimentaire canadien                       | |
| 1982 | Guide alimentaire canadien                       | |
| 1992 | Guide alimentaire canadien pour manger sainement | |
| 2007 | Bien manger avec le Guide alimentaire canadien   | |
| 2019 | Guide alimentaire canadien                       | |

Le Guide alimentaire canadien n’est pas une source scientifique, car c’est un document produit par un gouvernement et il a parfois été influencé par des groupes de pression. Par conséquent c’est un outil et une source de communication politique. Il est donc important de l’utiliser de façon critique. 
Malgré tout, le Guide reste un outil fiable selon les nutritionnistes et autres spécialistes de la santé publique, surtout depuis sa dernière mouture de 2019 qui a été conçu sans l’implication de représentants de lobby de l’agroalimentaire.

### Un outil pour soutenir l’effort de guerre lors de la Seconde Guerre mondiale
Lors de sa création en 1942, le Canada est en guerre dans le cadre de la Seconde Guerre mondiale. C’est un contexte de rationnement alimentaire pour la population canadienne ce qui engendre une situation de carence nutritionnelle. Le Gouvernement canadien est en plein effort de guerre et ces problèmes alimentaires risquent de nuire à ses efforts. D’où l’idée en 1942 d’élaborer un document gouvernemental officiel qui aurait pour but de conseiller la population canadienne sur la manière la plus efficace pour s’alimenter dans cette situation. Le Guide a donc été un outil de communication politique pour favoriser l’effort de guerre. 
Le Guide alimentaire se présente à l’époque comme un document destiné à l’ensemble de la population pour prévenir des carences nutritionnelles et favoriser la santé de tous les Canadiens et Canadiennes en temps de guerre. Le gouvernement craint particulièrement l’impact de la malnutrition sur la santé de certains groupes spécifiques, dont les soldats canadiens et les travailleurs dans l’industrie de la guerre.  Dans le Guide de 1942, le gouvernement avantage donc ces tranches de la population.
À cause de l’inflation des produits alimentaires et les politiques de rationnement dû à l’effort de guerre, l’alimentation idéale est impossible. Le Gouvernement fédéral canadien utilise le Guide afin d’établir des standards nutritionnels à 70% de leur standard optimal. Le lait est un des aliments qui fut le plus problématique en termes de pénurie c’est pourquoi le Guide recommandera une consommation minimale de ce produit, du beurre et du fromage. 
Ces standards seront rétablis dans l’édition suivante de 1944 à la suite des protestations du Comité consultatif d'experts sur les aliments chargé de la création du Guide auprès du gouvernement. Ces derniers souhaitant fournir des conseils pour une alimentation dite optimale.

### Une Source de Lobbying
Les groupes de pression issus de l’agroalimentaire ont pu influencer le contenu de certaines éditions Guide. Le Guide a ainsi été une source de communication politique. 
Un des mandats du Gouvernement canadien est de favoriser l’économie canadienne. Il se voit ouï à créer des politiques favorisant l’industrie agroalimentaire, car elle représente plus de 100 milliards de dollars chaque année, ce qui fait d’elle une des plus importantes industries canadiennes. Parmi ces politiques on retrouve le Guide alimentaire canadien dont les conseils alimentaires favorisent cette industrie. 
Il y a deux manières qui ont permis aux groupes de pression de s’immiscer dans ce document gouvernemental. 
La première est en prenant part au comité consultatif d’experts sur les aliments qui est derrière la création de ce document. C’est ce Comité qui est chargé au nom de Santé Canada d’élaborer le Guide. 
La structure du comité consultatif d'experts sur les aliments change à chaque édition du Guide et elle n’a pas toujours été constitué que de spécialistes de la santé. Ainsi, certains représentants de groupe de pression agroalimentaires ont pu se voir décerner une place dans ce comité. Cela leur a donné une position de choix pour manipuler le Guide alimentaire canadien à leurs avantages. Le Comité du Guide alimentaire canadien de 2007 comportait des représentants du groupe de pression pour les produits laitiers de la Colombie-Britannique, de l’industrie de l’huile végétale canadienne et des producteurs de produits agroalimentaires du Canada.
Par conséquent, il est arrivé que les groupes de pression agroalimentaires aient parfois pu mettre leurs intérêts économiques avant ceux de la population canadienne dans le Guide. C’est le cas du lait qui est devenu un groupe alimentaire complet et dont les portions recommandées ont été augmentées dans le Guide de 1992 à la suite de pressions des groupes de pression laitiers.
La deuxième méthode est par la consultation du milieu agroalimentaire juste avant la publication du Guide afin de recevoir leurs rétroactions.  
Le lobbying aurait eu un impact sur la crédibilité du Guide. Ainsi, pour la mouture de 2019, le nouveau Comité consultatif d’experts sur les aliments n’a embauché aucun représentant des différents groupes de pression agroalimentaires contrairement à l’édition de 1992 par exemple où 4 membres du conseil sur 12 étaient issus de l’industrie alimentaire. De plus le gouvernement fédéral canadien est très ouvert sur les intérêts que pourraient avoir les différents membres qui siègent sur le Comité consultatif d’experts sur les aliments qui ont travaillé sur l’édition de 2019 du Guide. 

### Un outil politique pour faire avancer un agenda de cohésion nationale
Les plus récentes moutures du Guide alimentaire canadien ont été un outil de communication politique utilisé par le Gouvernement canadien afin de transmettre des messages politiques de cohésions nationales par le Gouvernement fédéral canadien. 
Par exemple, l’édition de 2007 du Guide appelé ‘Bien manger avec le Guide alimentaire canadien’ a promu le multiculturalisme. Le Guide a illustré ses différentes normes nutritionnelles en créant un outil web « Mon guide alimentaire » présentant des aliments typiques de différentes cultures. 
La plus récente mouture du Guide publié en 2019, promouvoir tout comme son prédécesseur le multiculturalisme en étant accessible en 26 langues en plus des deux langues officielles. Il est disponible en 9 langues des Premières Nations et 17 langues issues du multiculturalisme canadien. 
Ce Guide tente aussi de favoriser la réconciliation avec les Premières Nations canadiennes en mettant de l’avant leurs spécialités culinaires, en créant des outils adaptés à cette tranche de la population canadienne et en rendant le document accessible à 9 langues des Premières Nations.

## Groupes d'aliments et portion
Bien manger avec le Guide ; Le guide alimentaire canadien (2007)  publié par Santé Canada recommandait les portions suivantes selon l'âge et le sexe des consommateurs.

### Légumes et fruits
Une portion de ce groupe correspond à 125 mL de légumes frais, surgelés ou en conserve, 125 mL de légumes feuillus cuits ou 250 mL crus, un fruit moyen ou 125 mL de fruits frais, surgelés ou en conserve ou encore 125 mL de jus à 100 % pur.

### Produits céréaliers
Une portion de ce groupe correspond à une tranche de pain, un demi-bagel, un demi-pain plat (pita ou tortilla), 125 mL de riz, boulghour ou quinoa cuit, 40 g de céréales froides ou 175 mL chaudes ou encore 125 mL de pâtes alimentaires ou couscous cuits.

### Lait et substituts
Dans le nouveau guide alimentaire canadien de 2019, le groupe  Lait et substituts a été retiré.

### Viandes et substituts
Une portion de ce groupe correspond à 75 g de poissons, fruits de mer, volailles et viandes maigres cuites, 3/4 tasse de légumineuses cuites, 3/4 tasse de tofu, deux œufs, 30 mL de beurre d'arachide ou de noix ou encore 60 mL de noix et graines écalées.

## Autres recommandations
Santé Canada a émis plusieurs autres recommandations, telles que :
- consommer de 30 à 45 mL de lipides insaturés chaque jour (huiles végétales à cuisson, vinaigrette, margarine et mayonnaise). Par exemple, les huiles mentionnées dans le Guide sont l'huile de canola[21], d'olive et de soya. On conseille de choisir des margarines molles faibles en lipides saturés et trans ;
- consommer au moins un légume vert foncé et un légume orangé chaque jour ;
- consommer des légumes et fruits préparés avec peu ou pas de matières grasses, sucre ou sel ;
- consommer au moins la moitié des portions de produits céréaliers sous forme de grains entiers ;
- consommer souvent des substituts de la viande (légumineuses, tofu...) ;
- consommer au moins deux portions de poisson chaque semaine ;
- boire du lait écrémé ou renfermant moins de 2 % de matières grasses plutôt que du lait entier (3,25 % m.g.) ;
- boire de l'eau selon la soif.

Les quatre groupes alimentaires sont complémentaires et non interchangeables, i.e. on ne doit pas évacuer un groupe alimentaire de son alimentation sous peine de s'exposer à une possibilité de carence(s) en vitamines, minéraux ou nutriments essentiels. À titre d'exemple, le groupe Légumes et fruits est le seul groupe alimentaire à procurer en quantité suffisante la vitamine C. Une carence en cette vitamine cause le scorbut. Le groupe Lait et substituts est le seul groupe[citation nécessaire] à procurer de la vitamine D et du calcium (les produits laitiers canadiens et leurs substituts sont obligatoirement enrichis en vitamine D pour prévenir des carences). 
Bien manger avec le Guide alimentaire canadien est un outil pédagogique simple très utilisé par les professionnels de la santé. Il est basé sur des études scientifiques dont les apports nutritionnels de référence (ANREF). Ses objectifs sont, entre autres, de combler les besoins nutritionnels en vitamines, minéraux et autres éléments nutritifs ainsi que de réduire le risque d'obésité, de diabète de type 2, de maladies du cœur, de certains types de cancer et d'ostéoporose.

## Critique
En 2024, étude publiée par des chercheurs de l’Université McGill dit que les aînés de 65 ans et plus qui respectent les recommandations du Guide alimentaire canadien pourraient ne pas obtenir suffisamment de folates, de vitamine D et de calcium.